# نغولترم بوتاني
النولتوم (དངུལ་ ཀྲམ، الرمز:Nu، الكود:BTN) هي عملة مملكة بوتان منذ عام 1974. يُقسم النغولترم البوتاني إلى 100 تشيرتم (تسمّى كذلك منذ عام 1979).

## الأوراق النقدية

### السلسلة السابقة
أصدرت حكومة بوتان ورقة 1 و 5 و 10 نغولترم في 2 يونيو 1974، تلتها 2 و 20 و 50 و 100 نغولترم في عام 1978. تم سن قانون سلطة النقد الملكية البوتانية في 4 أغسطس 1982 ولكنها لم تبدأ عمليتها إلا في 1 نوفمبر 1983، ولم تصدر سلسلة الأوراق النقدية الخاصة بها إلا في عام 1986.
| السلسلة السابقة | السلسلة السابقة | السلسلة السابقة | السلسلة السابقة | السلسلة السابقة | السلسلة السابقة                                                         | السلسلة السابقة    |
| الصورة          | الصورة          | القيمة          | الأبعاد         | اللون           | الوصف                                                                   | الوصف              |
| الوجه           | الظهر           | القيمة          | الأبعاد         | اللون           | الوجه                                                                   | الظهر              |
| --------------- | --------------- | --------------- | --------------- | --------------- | ----------------------------------------------------------------------- | ------------------ |
|                 |                 | 1               | 114 x 62 ملم    | أزرق            | شعار الدولة، تنانين                                                     | سمتوكها دزونغ      |
|                 |                 | 5               | 130 × 62 ملم    | برتقالي         | شعار الدولة، طائران أسطوريان                                            | بارو رينبونج دزونج |
|                 |                 | 10              | 140 × 70 ملم    | بنفسجي          | شعار الدولة، جيغمي سينغي وانغشوك                                        | بارو رينبونج دزونج |
|                 |                 | 20              | 152 × 70 ملم    | أصفر-أخضر       | شعار الدولة، جيغمي سينغي وانغشوك                                        | بوناخا دزونج       |
|                 |                 | 50              | 155 × 70 ملم    | وردي            | شعار الدولة، جيغمي سينغي وانغشوك                                        | ترونجسا دزونج      |
|                 |                 | 100             | 161 × 70 ملم    | أخضر            | نوربو ريمبوشي (أحد الجواهر السبع الميمونة)، جيغمي سينغي وانغشوك         | تاشيشو دزونج       |
|                 |                 | 500             | 160 × 70 ملم    | أحمر            | نوربو ريمبوشي محاطة بتنينين (أحد الجواهر السبع الميمونة)، يوجين وانغشوك | بوناخا دزونج       |
|                 |                 |                 |                 |                 |                                                                         |                    |

### السلسلة الحالية
أصدرت سلطة النقد أحدث سلسلة من الأوراق النقدية في عام 2006 بفئات 1 و 5 و 10 و 20 و 50 و 100 و 500 و 1000.
| 2006–الآن | 2006–الآن | 2006–الآن | 2006–الآن    | 2006–الآن                | 2006–الآن                                                       | 2006–الآن            | 2006–الآن      | 2006–الآن                 |
| الصورة    | الصورة    | القيمة    | الأبعاد      | اللون الأساسي            | الوصف                                                           | الوصف                | تاريخ الإصدار  | العلامة المائية           |
| الوجه     | الظهر     | القيمة    | الأبعاد      | اللون الأساسي            | الوجه                                                           | الظهر                | تاريخ الإصدار  | العلامة المائية           |
| --------- | --------- | --------- | ------------ | ------------------------ | --------------------------------------------------------------- | -------------------- | -------------- | ------------------------- |
|           |           | 1         | 120 x 60 ملم | أزرق وأحمر وأخضر         | تتانين                                                          | سمتوكها دزونغ        | 20 نوفمبر 2006 | بدون                      |
|           |           | 5         | 125 x 60 ملم | أصفر وبني وأحمر          | طيور                                                            | بارو تاكتسانغ        | 20 نوفمبر 2006 | بدون                      |
|           |           | 10        | 125 x 65 ملم | أرجواني وأخضر داكن وأصفر | جيغمي سينغي وانغشوك، دونجار                                     | رينبونج دزونج        | 2007           | جيغمي سينغي وانغشوك       |
|           |           | 20        | 130 x 65 ملم | أصفر وأخضر               | جيغمي دورجي وانغشوك                                             | بوناخا دزونج         | 20 نوفمبر 2006 | جيغمي دورجي وانغشوك       |
|           |           | 50        | 145 x 70 ملم | وردي وبرتقالي وأخضر      | جيغمه خيسار نمجيل وانغشاك                                       | ترونجسا دزونج        | 6 نوفمبر 2008  | جيغمه خيسار نمجيل وانغشاك |
|           |           | 100       | 145 x 70 ملم | أخضر                     | جيغمي سينغي وانغشوك ونوربو ريمبوشي (أحد الجواهر السبع الميمونة) | تاشيشو دزونج وتنانين | 2007           | جيغمي سينغي وانغشوك       |
|           |           | 500       | 155 x 70 ملم | وردي وبرتقالي وأخضر      | يوجين وانغشوك وتاج الغراب                                       | بوناخا دزونج         | 20 نوفمبر 2006 | جيغمي سينغي وانغشوك       |
|           |           | 1000      | 165 x 70 ملم | أصفر وأحمر               | جيغمه خيسار نمجيل وانغشاك وتاج الغراب                           | تاشيشو دزونج         | 6 نوفمبر 2008  | جيغمه خيسار نمجيل وانغشاك |
|           |           |           |              |                          |                                                                 |                      |                |                           |

### العملات التذكارية
| العملات التذكارية | العملات التذكارية | العملات التذكارية | العملات التذكارية  | العملات التذكارية                                                           | العملات التذكارية | العملات التذكارية | العملات التذكارية | العملات التذكارية |
| الصورة            | القيمة            | الأبعاد           | اللون الأساسي      | الوصف                                                                       | الوصف             | التاريخ           | التاريخ           | العلامة المائية   |
| الصورة            | القيمة            | الأبعاد           | اللون الأساسي      | الوجه                                                                       | الظهر             | الطباعة           | الإصدار           | العلامة المائية   |
| ----------------- | ----------------- | ----------------- | ------------------ | --------------------------------------------------------------------------- | ----------------- | ----------------- | ----------------- | ----------------- |
|                   | 100               | 145 x 70 ملم      | برتقالي وبني وأحمر | ملاك يحمل تاج الغراب؛ الشعار الوطني، جيغمه خيسار نمجيل وانغشاك وجيتسون بيما | بوناخا دزونج      | 2011              | 13 أكتوبر 2011    | بدون              |
|                   | 100               | 146 x 70 ملم      | أصفر وأزرق وأحمر   | جيغمه خيسار نمجيل وانغشاك وجيتسون بيما وجيغمي نامجيل وانجتشوك               | جبال وتنانين      | 5 فبراير 2016     | 2017              | جيغمي سينغي       |
|                   |                   |                   |                    |                                                                             |                   |                   |                   |                   |